# 54902 Клозе
54902 Клозе (54902 Close) — астероїд головного поясу, відкритий 23 липня 2001 року.
Тіссеранів параметр щодо Юпітера — 3,527.